# 巴特利特 (加利福尼亞州)
巴特利特（英語：Bartlett）是位於美國加利福尼亞州因約縣的一個非建制地區。該地的面積和人口皆未知。

## 地理
巴特利特的座標為36°28′36″N 118°01′51″W / 36.47667°N 118.03083°W，而該地的平均海拔高度為1103米（即3619英尺）。